# 印度支那虎
印度支那虎（学名：Panthera tigris corbetti）简称印支虎，是老虎的一个亚种，主要分布在中南半岛（原印度支那）一带。其学名中的“corbetti”是为了纪念英国自然学家吉姆·科比特，故印支虎又被称作科比特之虎。

## 特征
雄性虎身长2.55至2.85米，体重150至200公斤。雌性虎身长2.30至2.55米，体重100至130公斤。
与孟加拉虎相比，印度支那虎的体形较小，而毛色更深，身上的条纹更短、更窄；而腹部、咽喉和两颊有较大的白色斑痕。

## 习性
印度支那虎主要活动于山区的树林深处，捕猎鹿、野猪、猴子、野牛等为食。偶尔捕猎豹子和熊。当食物短缺时，它也吃鱼和乌龟。

## 研究与保护
印度支那虎的保护现状濒危。它的数量大约在1200至1800之间。然而在2004年，当其中生活于马来半岛南部的老虎种群——马来亚虎被发现和认定为另一个新的虎的亚种之后，印度支那虎的已知数量就变得更为稀少了。

### 中国
云南省近年来在保护印支虎方面做了一些工作。截至2012年底，云南已建成各类自然保护区156个，总面积281万公顷，占全省国土面积的7.1%。特别是在虎分布区建立了西双版纳、南滚河、黄连山、金平分水岭、高黎贡山、铜壁关等6个国家级和省级自然保护区，将印支虎等濒危动物作为重要的保护对象加以保护。
2009年2月，勐腊县勐腊镇曼纳伞村委会大臭水小组的村民在附近的西双版纳国家级自然保护区尚勇子保护区，射杀了一只印支虎。2009年12月21日，勐腊县人民法院对非法猎杀“印支虎”案一审宣判。 